# Kraftwerk Antonio Guiteras
Das Kraftwerk Antonio Guiteras, spanisch Central Termoeléctrica (CTE) Antonio Guiteras, ist ein Ölkraftwerk des staatlichen Energieversorgers Unión Eléctrica in Matanzas, Kuba. Es wurde 1988 in Betrieb genommen und ist das größte Kraftwerk des Landes. Benannt ist es nach dem kubanisch-amerikanischen, revolutionär-sozialistischen Politiker Antonio Guiteras.
Die installierte Leistung der Anlage beträgt 317 MW. Im Jahr 2022 lag die tatsächlich erreichte Leistung der Anlage jedoch bei lediglich 212 MW, 2023 wurde sie mit 280 MW angegeben.

## Geschichte
Insbesondere seit dem Jahr 2020 kommt es in dem Kraftwerk zu vermehrten Ausfällen. Häufig muss das Kraftwerk schon wenige Tage nach einer offenbar überhasteten Reparatur wieder vom Netz genommen werden. Auch fehlendes Öl ist ein häufiger Ausfallgrund.
Ein Ausfall des Kraftwerkes im Februar 2023 führte zu großen Lücken in der kubanischen Stromproduktion und zu massiven Stromabschaltungen im ganzen Land. Im Juni 2023 sollte es nach angeblich umfangreicher, dreimonatiger Wartung wieder mit dem nationalen Stromnetz synchronisiert werden, fiel aber nur drei Tage später erneut aus.
Am 7. April 2023 stürzten Teile eines Schornsteins des Kraftwerkes ein. Der Unfall forderte zwei Tote und drei Verletzte.
Am 18. Oktober 2024 führte ein Ausfall des CTE Antonio Guiteras zu einem mehr als zweitägigen Stromausfall in ganz Kuba. Hauptursachen der regelmäßigen Ausfälle der kubanischen Kraftwerke sind nach Ansicht von Experten mangelnde Wartung, fehlende Ersatzteile, aber auch die massenhafte Auswanderung von Technikern.
Wegen der Auswirkungen des Hurrikans Rafael kam es am 6. November 2024 erneut zu Instabilitäten im nationalen Stromnetz, welche in einen weiteren landesweiten Stromausfall mündeten. Auch das CTE Guiteras musste vom Netz genommen werden. Gut 24 Stunden später konnte man das Kraftwerk wieder mit dem nationalen Stromnetz synchronisieren, zunächst mit deutlich verringerter Leistung von 50 MW.
Am 4. Dezember 2024 sorgte um 2:08 Uhr Ortszeit ein Ausfall des Kraftwerks erneut für einen landesweiten Stromausfall.